# ルーシー・サラーニ
ルーシー・サラーニ（Lucy Salani、生：フォッサーノ、1924年8月12日、没：ボローニャ、2023年3月22日）はイタリアの活動家で、ナチスの強制収容所から生還した唯一のイタリア人トランスジェンダー女性として知られている。
ルーシー・サラーニはルチアーノ・サラーニとして生まれ、男性同性愛者としてボローニャで育った。反ファシストであり、イタリア軍およびドイツ国防軍の両方から脱走したが、1944年にダッハウ収容所に強制収容され、1945年にアメリカ軍によって収容所が解放されるまで6か月間留まった。その後、トリノに住んで室内装飾業者として働きつつ、イタリアおよびパリのトランスジェンダー社会をたびたび訪れた。1980年代にボローニャに戻り、引退後はそこに定住した。
サラーニの物語は、彼女に2作品を捧げた作家で映画監督のガブリエラ・ロマーノの作品によって2010年以降知られることになった。サラーニはトランスジェンダーのアイデンティティ運動からファシストおよびナチスによる迫害から生還した唯一人のイタリア人トランスジェンダーと見なされている。

## 生涯

### ファシズムのもとでの若年期
ルーシー・サラーニは、ベニート・ムッソリーニが権力を握った2年後の1924年に、ピエモンテ州フォッサーノで生まれた。エミリア＝ロマーニャ州出身の家族は反ファシストだった。後年、サラーニは家族とともにボローニャに移った。「違う男の子」と認識されたサラーニは、父親と兄弟から拒絶された。ファシストの脅威のもと、男性との関係を隠し続けた。

### 第二次世界大戦
1943年8月にイタリア軍に召集されると、サラーニは自分自身が同性愛者だと宣言して召集を逃れようとしたがうまくいかなかった。サラーニは砲兵としてコルモンスに送られた。1943年9月8日にイタリアが降伏すると脱走し、ボローニャに戻ってミランドラに避難していた両親と再会した。しかしながら、両親に危難が及ぶ心配から出頭し、ナチス・ドイツ軍にスヴィアナで合流して、対空戦闘要員に割り当てられた。ドイツ軍から抜け出すために冷水に身を投げ、その結果肺炎の治療のために入院させられていたボローニャの病院から脱走した。
何人かのドイツ軍士官を客に男娼として、その後もボローニャに住み続けた。その中の一人と逢っているときに、ホテルに警察の手入れが入って逮捕され、脱走兵であることが露見した。その後、パドヴァ近郊の農家の地下室に閉じ込められ、錠が壊れていたので脱出することができたものの、すぐにミランドラで再逮捕された。その後、ボローニャとモデナで投獄された後に刑事裁判のためにヴェローナに連行された。当初、死刑判決を受けたが、ドイツ軍のアルベルト・ケッセルリンク将軍に嘆願して恩赦を得、その代償としてV1およびV2ロケットの部品を製造していたドイツ南部のベルナウの労働キャンプに送られた。サラーニは労働キャンプからの脱走も画策し、別の囚人とともに脱出したが、この囚人は脱走中にドイツ人によって殺害された。列車でイタリアとオーストリアの国境まで行くことができたが、再び逮捕された。
その後、ドイツ軍からの脱走兵としてダッハウ強制収容所に収容され、政治犯および脱走兵を意味する赤い三角形のしるしをつけられた。20歳となった1945年4月にアメリカ軍によって解放されるまでの6か月間を収容所で生き抜いた。解放の当日、ドイツ兵による銃撃によって膝を負傷したが生存した。アメリカ兵が死体の間で生存していたサラーニを発見した。

### 解放されたイタリアでの生活
解放後、サラーニは内装業者として生計を立てた。ローマからトリノにかけてのイタリア北部で働いていた。パリを訪れた際にはトランスジェンダーのコミュニティや異性装者のキャバレーをたびたび訪れた。
1980年代中ごろに、性別適合手術を受けるためにロンドンに移ったが、法律上の名前の変更は拒んだ。

### ボローニャでの引退生活
1980年代中に、両親の面倒を見るためにボローニャに戻り、残りの生涯をその地で過ごした。
2010年代に数紙の新聞が、サラーニが家族もなく貧しい状態で孤独に生活していることを報じた。トランスジェンダー活動のボランティアが訪れて慰められた。
サラーニは2023年3月21日から22日にかけての夜間に、98歳で逝去した。

## 認識
ルーシー・サラーニの物語は、2009年にドンゼッリ出版から出版された、ガブリエラ・ロマーノによって書かれた伝記 『Il mio nome è Lucy. L'Italia del XX secolo nei ricordi di una transessuale』（私の名前はルーシー：20世紀イタリアにおけるトランスジェンダーの記憶）がきっかけで知られるようになった。2年後、ガブリエラ・ロマーノはドキュメンタリー映画 『Essere Lucy』（ルーシーであること）も制作した。
トランスアイデンティティ運動は、ルーシー・サラーニをイタリアでナチ・ファシストによる迫害と強制収容所を生き延びた唯一のトランスジェンダーと位置づけている。
2014年には、映画監督のジャンニ・アメリオがドキュメンタリー映画『Felice chi è diverso』（『異なる幸せ』）でルーシー・サラーニにインタビューした。4年後、彼女はArcigayとArcilesbicaが主催したホロコースト犠牲者を想起する国際デーに招待された。その場で彼女は、「忘れること、許すことは不可能です。私はまだ見た最も恐ろしいものを夜に何度も夢見ます。まるでまだあの中にいるかのようです。だからこそ、人々が強制収容所で何が起こったかを知ることを望みます。もう二度とそれが起こらないように」と述べた。
2019年11月、Arcigayローマの会長フランチェスコ・アンジェリは、ルーシー・サラーニを終身上院議員に任命するように共和国大統領セルジョ・マッタレッラに要請した。
2020年から2021年にかけて、マッテオ・ボトルーニョとダニエレ・コルッチーニは、ルーシー・サラーニの生涯に焦点を当てたドキュメンタリー映画『C'è un soffio di vita soltanto』（命の息吹はただ一つ）を制作した。この映画は、ボローニャでの日常生活と、96歳でダッハウでの解放75周年の式典に出席したときの彼女の姿を追っている。映画のタイトルは、ルーシー自身が書いた詩の最後の一節から取られている。

## フィルモグラフィー
- Essere Lucy、監督：ガブリエラ・ロマーノ（イタリア語版）（2011年）– ドキュメンタリー
- Felice chi è diverso、監督：ジャンニ・アメリオ（2014年）– ドキュメンタリー
- C'è un soffio di vita soltanto、監督：マッテオ・ボトルーニョおよびダニエレ・コルッチーニ（2021年）– ドキュメンタリー

## 参考図書
- Gabriella Romano (2009). Il mio nome è Lucy. L'Italia del XX secolo nei ricordi di una transessuale. Donzelli Editore. p. 95. ISBN 978-8-8603-6362-6.
- Gabriella Romano (2012). Essere Lucy. Manifesto Libri. p. 160. ISBN 978-8-8728-5564-5.